# Paul Mer
Paul Mer est un médecin, chirurgien et résistant français, né le 30 août 1898 à Gap, et mort à Grasse (Magagnosc)  le 20 mars 1978. 

## Biographie
Il est de 1926 à 1968, chirurgien à la clinique Ambroise-Paré et chef de service à l'hôpital Saint-Julien à Laval. Résistant, membre du mouvement Défense de la France, il est interné 9 mois en 1942. 
Le 5 juin 1944, Robert Dupérier quitte définitivement Loigné-sur-Mayenne pour se rendre, à bicyclette, à Laval. Il est reçu par le docteur Paul Mer qui l’héberge à la clinique Saint-François. Le 6 juin 1944, lors de la Libération de Laval, il prend en compagnie du docteur Mer place à la Préfecture à 19h . Le lendemain, Dupérier et le nouveau Comité départemental de libération de la Mayenne (CDL) tiennent leur première réunion officielle. Après des contacts avec les rescapés du premier CDL, Dupérier nomme le Docteur Paul Mer, président du Comité Départemental de Libération.
Paul Mer deviendra aussi après la Libération, administrateur de la SMPP, éditrice du journal Le Courrier de la Mayenne.
Paul Mer est chevalier de la Légion d'honneur. Une rue porte son nom à Laval. Il est l'oncle de Francis Mer, et le père de Jacques Mer, de Paul-André Mer.